# Wojciech Wojdak
Wojciech Jacek Wojdak (ur. 13 marca 1996 w Brzesku) – polski pływak specjalizujący się w stylu dowolnym, wicemistrz świata, brązowy medalista mistrzostw świata na krótkim basenie i rekordzista Polski na dystansie 800 m stylem dowolnym.

## Kariera pływacka

### 2015
W 2015 roku na mistrzostwach świata w Kazaniu zajął szóste miejsce na dystansie 400 i 800 m stylem dowolnym. W konkurencji 800 m stylem dowolnym ustanowił nowy rekord Polski (z czasem 7:45,90). Na dystansie 1500 m stylem dowolnym uzyskał czas 15:14,28 i uplasował się na 17. miejscu.

### 2016
Rok później, podczas mistrzostw Europy z czasem 14:59,66 zajął szóste w konkurencji 1500 m stylem dowolnym. Na dystansie 400 m stylem dowolnym uzyskał czas 3:49,05 i uplasował się na dziewiątym miejscu.
W sierpniu 2016 roku reprezentował Polskę na igrzyskach olimpijskich w Rio de Janeiro. W konkurencji 400 m stylem dowolnym z czasem 3:48,87 był dwudziesty trzeci. Na dystansie 1500 m stylem dowolnym zajął 28. miejsce (15:13,18).
Podczas mistrzostw świata na krótkim basenie w Windsorze w konkurencji 1500 m stylem dowolnym czasem 14:25,37 zdobył brązowy medal. Na dystansie 400 m stylem dowolnym zajął czwarte miejsce, uzyskując czas 3:37,90.

### 2017
Na mistrzostwach świata w Budapeszcie zdobył srebrny medal w konkurencji 800 m stylem dowolnym i czasem 7:41,73 o ponad cztery sekundy poprawił własny rekord Polski. Na dystansie 1500 m stylem dowolnym zajął siódme miejsce, uzyskawszy w finale czas 15:01,27.

### 2018
W sierpniu podczas mistrzostw Europy w Glasgow na dystansie 400 m stylem dowolnym był ósmy z czasem 3:49,08 min. W konkurencji 800 m stylem dowolnym zajął 14. miejsce (7:56,83 min).
Cztery miesiące później, na mistrzostwach świata w Hangzhou na 400 m stylem dowolnym uplasował się na siódmej pozycji, uzyskawszy czas 3:39,22 min. Na dystansie 1500 m stylem dowolnym zajął 13. miejsce z wynikiem 14:47,17 min.